# پرتقال وحشی هندی
پرتقال وحشی هندی (نام علمی: Citrus indica) نام یک گونه از سرده مرکبات است.